# 托勒密·克勞諾斯
托勒密·克勞諾斯（約前319年—前279年1/2月），出身托勒密王朝，在前281年至前279年期間短暫在位的馬其頓國王。他是托勒密一世之子，母親是安提帕特之女歐律狄刻。
原本他被父親培養為托勒密王國的繼承人，但兩位王后歐律狄刻和貝勒尼基一世之間發生宮庭鬥爭，最後繼承人的地位被同父異母的弟弟托勒密二世所取代。他逃往當時統治色雷斯利西馬科斯宮廷尋求庇護，但再度捲入色雷斯王國繼承人之爭之中。他再度流亡到塞琉古一世宮廷，誘使塞琉古向利西馬科斯開戰，導致利西馬科斯王國覆滅。
前281年利西馬科斯戰死後，托勒密·克勞諾斯謀殺了塞琉古。隨後，克勞諾斯與伊庇魯斯摩羅西亞國王皮洛士結盟。克勞諾斯向利西馬科斯的遺孀、同父異母的阿爾西諾伊求婚，在婚禮後殺死阿爾西諾伊兩個年輕的兒子，成功鞏固了馬其頓王位。前279年托勒密·克勞諾斯在與入侵的高盧人戰爭中被殺，高盧人其後遷往後來小亞細亞的加拉太。
“克勞諾斯”（Κεραυνός）是他的綽號，在希臘文是“雷霆”或“閃電”的意思。可能意味他缺乏耐心、衝動、破壞性等個性。

## 埃及宮廷鬥爭
托勒密·克勞諾斯是托勒密埃及國王托勒密一世與第一位王后歐律狄刻的長子，他的外祖父是馬其頓權臣安提帕特，可能就在他父母結婚不久約於前319年出生，是父親與母親所生的六個孩子中長子。在前317年到前314年某刻，他父親又娶了母親歐律狄刻陪嫁的侍女貝勒尼基一世，父親非常寵愛貝勒尼基並生了一些孩子，其中包含托勒密二世。原本父親有意把繼承人指定給托勒密·克勞諾斯，但隨著托勒密二世逐漸長大，父親開始鍾愛這位同父異母的弟弟，兩位王后和王子間也相互競爭，造成朝臣也分成兩派，這場埃及宮庭鬥爭直到前287年托勒密·克勞諾斯認為大勢已去，流亡海外。托勒密一世隨後在前284年3月28日立了托勒密二世為共治者，正式確立了繼承者地位。

## 流亡海外

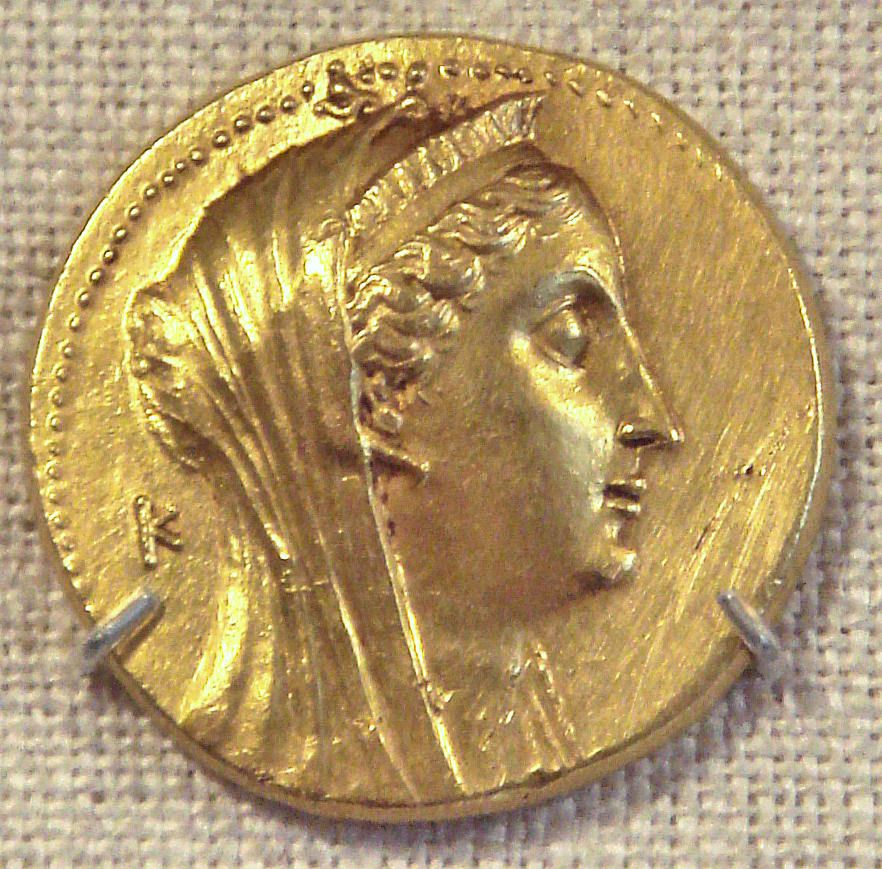
埃及托勒密二世發行的錢幣，上頭為阿爾西諾伊二世肖像

利西馬科斯王國當時統治馬其頓、色雷斯和西小亞細亞的領土，利西馬科斯之長子阿加托克利斯娶了克勞諾斯的姐妹呂珊德拉作為妻子，當托勒密·克勞諾斯離開埃及之後，他來到利西馬科斯宮廷，加上托勒密·克勞諾斯的妻子也可能是利西馬科斯的女兒。當時利西馬科斯宮廷內因與托勒密埃及聯姻的關係，使埃及兩位王后之間的鬥爭也延續到利西馬科斯宮廷內，利西馬科斯自身娶了貝勒尼基之女阿爾西諾伊二世，兩人誕下王子托勒密。而屬於歐律狄刻派血脈的呂珊德拉嫁給了阿加托克利斯王子，阿加托克利斯深受臣民愛戴但利西馬科斯遲遲不立他為繼承人，讓長子阿加托克利斯王子感受到地位威脅，最終兩派宮廷鬥爭的結果，利西馬科斯最終處死了長子阿加托克利斯，並把另一個女兒阿爾西諾伊一世在前284年到前281年某個時間點嫁給埃及的托勒密二世，使兩方關係更加親密。再度失敗的托勒密·克勞諾斯和姐妹呂珊德拉逃離出去，流亡到塞琉古王國塞琉古一世的宮廷去。
關於托勒密·克勞諾斯在利西馬科斯宮廷鬥爭中的角色和過程不是很清楚，多數史料提到他站在阿加托克利斯陣營，並提到是他與姐妹呂珊德拉一同逃到塞琉古處，僅有赫拉克利亞的門農（Memnon of Heraclea）提到托勒密·克勞諾斯在利西馬科斯指示下，是最後下手殺了阿加托克利斯的人。阿加托克利斯之死讓利西馬科斯國內親阿加托克利斯的臣民大為不滿，如帕加馬守將菲萊泰羅斯等，也造成許多城市叛變。塞琉古收留托勒密·克勞諾斯和呂珊德拉等人之後，認為這是個攻取利西馬科斯的好時機，在前281年春季發動戰爭入侵。這場戰爭塞琉古一世在獲得親阿加托克利斯黨人的幫助下節節勝利，最終在庫魯佩迪安戰役擊殺了利西馬科斯，奪取了小亞細亞領土。
在這場戰爭中托勒密·克勞諾斯深受塞琉古一世信任，因塞琉古與托勒密一世是老友，塞琉古就把托勒密·克勞諾斯當作自己兒子般對待。此時托勒密一世已死且托勒密二世繼位，托勒密·克勞諾斯起初認為塞琉古會幫助自己奪回埃及的王位，但庫魯佩迪安戰役後塞琉古就僅打算返回馬其頓。在期待落空下托勒密·克勞諾斯心生不滿，開始與利西馬科斯的降兵合謀，就當塞琉古一世興沖沖準備登陸歐洲接收利西馬科斯殘留的領土，當他前往利西馬其亞的路上途經一個名為阿爾戈斯的祭壇，在那裡托勒密·克勞諾斯從背後刺殺了塞琉古一世，結束亞歷山大大帝最後一位倖存繼業者的生命。托勒密·克勞諾斯隨即在利西馬其亞接受利西馬科斯舊部擁戴，自立為王。

## 馬其頓國王
利西馬其亞錢幣廠在這段時期發行一系列斯塔特金幣和四德拉克馬銀幣，今存於世。這批錢幣與早期利西馬科斯所發行的錢幣款式一致，正面是神化的亞歷山大大帝頭像，有著象徵阿蒙的角。背面是雅典娜女神坐著，手持尼姬。並以希臘文刻著ΒΑΣΙΛΕΩΣ ΛΥΣΙΜΑΧΟΥ，即「國王利西馬科斯的」之意。背面還描繪著兩件小物件，一是獅子頭，象徵利西馬科斯打獅子的事蹟，另一是大象像。因為大象是塞琉古常用的象徵物，所以這一系列錢幣被認為是塞琉古在庫魯佩迪安戰役之後一小段期間內，在這一地區域所發行的。但學者Hollstein認為這系列錢幣的發行者是托勒密·克勞諾斯，他企圖展現自己是利西馬科斯的繼承者，大象則是表現自己奪取了利西馬科斯的戰象。這系列錢幣存世很少，托勒密·克勞諾斯從未發行過自己名字署名的錢幣。

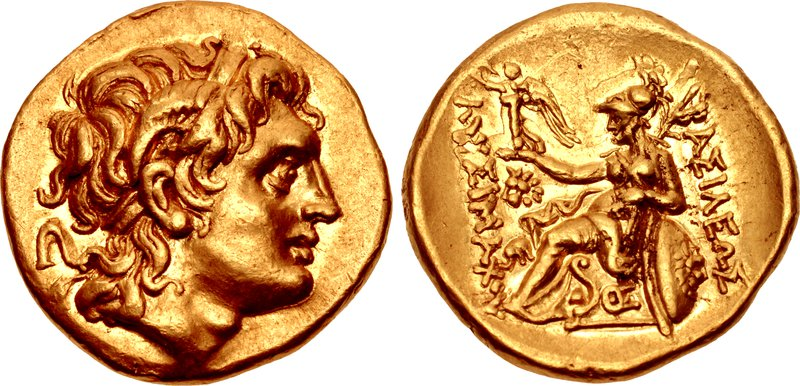
署名利西馬科斯發行的金幣，正面雕刻亞歷山大大帝像，發行在利西馬其亞錢幣廠，約在前280年左右，可能是托勒密·克勞諾斯所發行

這段期間托勒密·克勞諾斯一方面要應付塞琉古一世之子安條克一世的復仇戰爭，一方面與其他對手競逐馬其頓，如希臘的安提柯二世和利西馬科斯的遺孀阿爾西諾伊。安提柯二世之父德米特里一世曾在前294年到前288年當過馬其頓國王，當安提柯二世得知馬其頓權力真空時，他率領軍隊進入馬其頓，還讓一支艦隊阻止托勒密·克勞諾斯南下。但托勒密·克勞諾斯在海戰中重擊安提柯二世的艦隊，隨後更在一番鬥爭下迫使安提柯二世放棄馬其頓和色薩利，敗退至希臘的玻俄提亞，於是托勒密·克勞諾斯成功入主馬其頓。安菲波利斯是馬其頓的主要製幣廠地點，發行過一款四德拉克馬的錢幣，上刻有小特里頓吹奏號角，這系列錢幣曾被認為是托勒密·克勞諾斯為了紀念這場海戰勝利所發行，但這觀點現受到質疑和挑戰，因這錢幣是托勒密·克勞諾斯死後一年才開始流通。
在這之後托勒密·克勞諾斯樹敵太多，為免除多面作戰。他在奪取馬其頓後與安條克一世和談，後者身陷小亞細亞戰場無暇復仇。他與安提柯二世達成某種程度的和平，安提柯隨後與安條克一世開戰，企圖趁亂奪取小亞細亞。他也寫信向埃及的托勒密二世尋求和解，宣告他放棄埃及王位的宣稱權，希求不要再與自己敵對。
為了消除西南方伊庇魯斯皮洛士的威脅，托勒密·克勞諾斯與皮洛士結成同盟並把女兒嫁給皮洛士為王后。如此皮洛士也無後顧之憂，來施行進軍義大利半島的征服計畫。為了之後的皮洛士戰爭到來，皮洛士向當時各主要勢力請求幫助，其中根據古羅馬歷史學家查士丁的記載，托勒密·克勞諾斯借給皮洛士5,000步兵和4,000名騎兵以及50頭戰象。然而，一些學者爭論到底借兵和嫁女兒給皮洛士是托勒密·克勞諾斯還是托勒密二世，或者兩者各為一部分，因為這兩者都叫托勒密而容易搞混 。儘管上述尚有疑慮，若托勒密·克勞諾斯在前281年尾或前280年嫁女兒給皮洛士的話，那他應該最早在前300年到前295年間取妻，學者Christopher Bennett猜測，托勒密·克勞諾斯的妻子可能是利西馬科斯的女兒。

## 騙婚

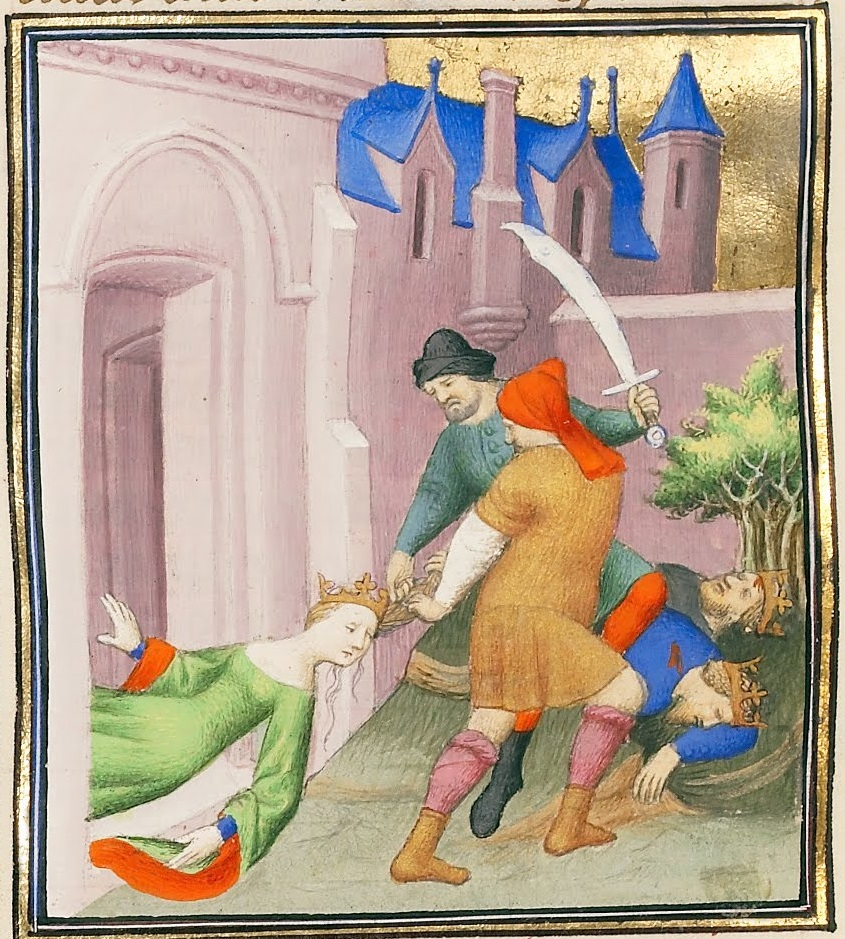
設計謀殺阿爾西諾伊二世兩個兒子

阿爾西諾伊二世是利西馬科斯的王后，在庫魯佩迪安戰後她先逃亡以弗所，這座城市曾被利西馬科斯改名為阿爾西諾伊來榮耀她。但以弗所人趁勢發動暴動趕走了她，阿爾西諾伊只好渡海來到馬其頓，以自己與利西馬科斯所生的兒子們為旗幟，統治馬其頓重要城市卡山德里亞（Cassandreia）。托勒密·克勞諾斯消除外敵威脅後，轉而消除馬其頓境內的敵對力量，他試圖用詭計排除阿爾西諾伊的勢力，儘管是同父異母，他仍向阿爾西諾伊二世提議兩人締結婚約，並願意收養阿爾西諾伊的孩子們作為合法王位繼承人。然而阿爾西諾伊的長子托勒密和次子利西馬科斯都反對此提案，但阿爾西諾伊考量時勢所逼，又可保定自身孩子的安危和王位繼承權，同意了托勒密·克勞諾斯的提議。托勒密·克勞諾斯和阿爾西諾伊二世舉辦婚禮，當托勒密·克勞諾斯隨著阿爾西諾伊進入卡山德里亞城後，開始發難奪下卡山德里亞，他在阿爾西諾伊眼前殺了她年僅16歲的孩子利西馬科斯和13歲的腓力，僅有長子托勒密倖免。阿爾西諾伊二世最後被放逐出去，她逃往薩莫色雷斯島，而她的長子托勒密則逃到北方的達爾達尼亞王國（Dardania）尋求協助。
阿爾西諾伊二世沒那麼快去埃及投靠托勒密二世，她可能留在薩莫色雷斯島一段時間呼應她的長子托勒密爭奪馬其頓王位，托勒密他依靠伊利里亞達爾達尼亞國王蒙尼紐斯一世（Monunius）的力量與托勒密·克勞諾斯開戰，這場戰爭可能占了前280年大部分的時間。

## 敗亡
前279年1月或2月，可能趁著托勒密·克勞諾斯和利西馬科斯之子陷入戰事之時，一大群高盧人在首領玻爾癸俄斯（Bolgios）帶領下從北方入侵馬其頓。根據西西里的狄奧多羅斯所記載，托勒密·克勞諾斯過於輕視敵人，性急的他也拒絕等他的軍隊全部匯集完成，就向玻爾癸俄斯的入侵部隊發動攻擊。查士丁也提到托勒密·克勞諾斯不僅粗魯地回絕與玻爾癸俄斯之間的外交交涉，也拒絕達爾達尼亞國王蒙尼紐斯一世的20,000名援兵和一同抗敵的提議。當托勒密·克勞諾斯輕率出兵與敵人交戰，戰鬥中他因受傷而被高盧人所擒住，隨即被斬，首級被插在長矛上展示，尚在奮戰的馬其頓士兵一看到國王已戰死，隨即潰逃，高盧人隨即趁勝大肆掠奪馬其頓境內及鄉野。
托勒密·克勞諾斯之死讓馬其頓陷入無序狀態，也讓大批蠻族肆虐馬其頓並繼續入侵希臘和小亞細亞。托勒密·克勞諾斯死後，他的弟弟墨勒阿革洛斯繼承王位，但他在兩個月內就被軍隊給罷黜，隨後王位也在短時間內數人迭替，這段動盪時期歷經兩年，直到前277年安提柯二世在利西馬其亞戰役擊敗高盧人，建立起威望入主馬其頓才讓動盪結束。這場動盪大大削弱馬其頓王國的力量。高盧人其後遷往後來小亞細亞的加拉太。

## 註腳
1. 1 2 3  Bennett, Chris. . Egyptian Royal Genealogy.   [2020年7月1日]. （原始内容存档于2019年10月29日）.
2. 1 2 3 4  Bennett, Chris. . Ptolemaic Genealogy.   [2020年7月1日]. （原始内容存档于2019年10月29日）.
3. ↑  Grainger 1997，第154頁
4. ↑  N. G. L. Hammond & F. W. Walbank 1988, 第253頁
5. ↑  門農 FGrH 434 F 1.5.6; 保薩尼亞斯 10.19.7.
6. ↑  Hölbl 2001 第24頁
7. ↑  Hölbl 2001，第24-5頁
8. ↑  Bennett, Chris. . Egyptian Royal Genealogy.   [2020年7月1日]. （原始内容存档于2019年10月11日）.
9. ↑  Hölbl 2001，第35頁
10. ↑  保薩尼亞斯  1.10.4
11. ↑  查士丁 17.1
12. ↑  Carney 2013，第53頁
13. ↑  門農 FGrH 434 F 1.5.6-7.
14. ↑  Carney 2013，第45頁
15. ↑  門農 FGrH 434 F 1.5.6.
16. 1 2  Grainger 2010，第73頁
17. 1 2  Hölbl 2001 第35頁.
18. ↑  門農 FGrH 434 F 1.8.3.
19. ↑  Hollstein 1995
20. ↑  門農 FGrH 434 F 1.8.3; 查士丁 24.1.8.
21. 1 2  Grainger 2001，第73頁
22. ↑  Hollstein 1995，第20頁
23. 1 2 3 4  Hölbl (2001) p. 36
24. ↑  查士丁 17.2, 24.1
25. ↑  Bennett, Chris. . Egyptian Royal Genealogy.   [10 October 2019]. （原始内容存档于2019-10-29）.
26. 1 2  Grainger 2001，第78頁
27. ↑  查士丁 17.2.9, 24.2-3
28. ↑  Carney 2013，第50-63頁
29. ↑  特洛古斯, Prologues 24
30. 1 2  Carney 2013，第63頁
31. ↑  查士丁, XXIV, 4, 9-11.
32. ↑  波菲利, FGrH 260 F 3.10; 西西里的狄奧多羅斯 Bibliotheca 22.3.2; 查士丁 24.3-5; 普魯塔克, Life of Pyrrhus 22.1.
33. 1 2  Grainger 2010，第79頁
34. ↑  N. G. L. Hammond & F. W. Walbank 1988, 第258頁